# Lorena Ochoa
Lorena Ochoa (* 15. November 1981 in Guadalajara) ist eine ehemalige mexikanische Berufsgolferin der LPGA Tour. Sie gilt als die beste Golferin ihres Landes aller Zeiten und führte von 2007 bis 2010 für 158 aufeinanderfolgende Wochen die Weltrangliste der Frauen an.
Im Alter von fünf Jahren begann Lorena mit den Golfspiel, mit sechs gewann sie ihr erstes regionales Turnier und mit sieben Jahren ihr erstes nationales. Insgesamt war Ochoa im Jugendbereich 22-mal regional und 44-mal national erfolgreich und holte sich von 1990 bis 1994 fünf aufeinanderfolgende Titel bei den Junior World Golf Championships. Sie besuchte zwei Jahre die University of Arizona, wurde 2001 und 2002 National Collegiate Athletic Association Player of the Year und belegte bei den NCAA National Championships jener Jahre jeweils den zweiten Platz.
Ochoa wurde 2002 Golfproette und spielte zunächst auf der zweitgereihten nordamerikanischen Futures Tour, wo sie sich mit drei Turniererfolgen in ihrer ersten Saison sofort für die große LPGA Tour 2003 qualifizierte. In jener Spielzeit gelangen ihr acht Platzierungen unter den Top 10, darunter zwei zweite Plätze und Ochoa wurde daraufhin mit dem Louise Suggs Rolex Rookie of the Year Award als bester Neuling ausgezeichnet. Die ersten Siege folgten 2004 und nach zahlreichen Erfolgen auf der LPGA Tour übernahm sie am 22. April 2007 die Führungsposition in den Women’s World Golf Rankings (Weltrangliste). Im August 2007 gelang ihr der erste Major-Sieg mit dem Gewinn der Women’s British Open am Old Course in St Andrews. Darüber hinaus erreichte  Ochoa nach sieben Turniersiegen – davon drei in Folge – im Jahre 2007 als erste Golferin über drei Millionen Dollar an Preisgeldern in einer Saison.
Wenige Monate nach ihrer Heirat gab sie im April 2010 ihren Rücktritt von der LPGA Tour bekannt.

## Auszeichnungen
- 2001: Mexico Premio Nacional del Deporte
- 2002: Futures Tour Rookie of the Year, Futures Tour Player of the Year
- 2003: LPGA Rookie of the Year
- 2006: Associated Press Female Athlete of the Year, Mexico Atleta del Año, LPGA Rolex Player of the Year, LPGA Vare Trophy, Golf Writers Association of America Female Player of the Year
- 2007: LPGA Rolex Player of the Year,  LPGA Vare Trophy, Women’s Sports Foundation Sportswoman of the Year, Glamour Magazine Woman of the Year, Mexico National Sports Award, Golf Writers Association of America Female Player of the Year, AP Female Athlete of the Year, EFE Sportswoman of the Year, Heather Farr Player Award
- 2008: LPGA Vare Trophy
- 2017: World Golf Hall of Fame

## LPGA-Tour-Siege
- 2004 (2) Franklin American Mortgage Championship, Wachovia LPGA Classic Hosted by Betsy King
- 2005 (1) Wegmans LPGA
- 2006 (6) LPGA Takefuji Classic, Sybase Classic, Wendy’s Championship for Children, Corona Morelia Championship, Samsung World Championship, The Mitchell Company Tournament of Champions
- 2007 (8) Safeway International, Sybase Classic, Wegmans LPGA, Women’s British Open, Canadian Women’s Open, Safeway Classic Presented by Pepsi, Samsung World Championship of Golf, ADT Championship
- 2008 (7) HSBC Women’s Champions, Safeway International, Kraft Nabisco Championship, Corona Championship, Ginn Open, Sybase Classic, Navistar LPGA Classic
- 2009 (3) Honda LPGA Thailand, Corona Championship, Navistar LPGA Classic

Major Championship fett gedruckt.

## Futures-Tour-Siege
- 2002 (3) JWA/Michelob Light Futures Charity Golf Classic, Ann Arbor Futures Classic, Betty Puskar Futures Golf Classic